# Covington (Kentucky)
Covington es una ciudad ubicada en el condado de Kenton, Kentucky, Estados Unidos. Tiene una población estimada, a mediados de 2021, de 40 837 habitantes.
Es parte del área metropolitana de Cincinnati.
Es una de las dos sedes del condado, junto con la ciudad de Independence. 

## Geografía
La ciudad está ubicada en las coordenadas 39°2′6″N 84°31′11″O / 39.03500, -84.51972. Según la Oficina del Censo de los Estados Unidos, tiene una superficie total de 35.63 km², de la cual 34.10 km² corresponden a tierra firme y 1.53 km² son agua.

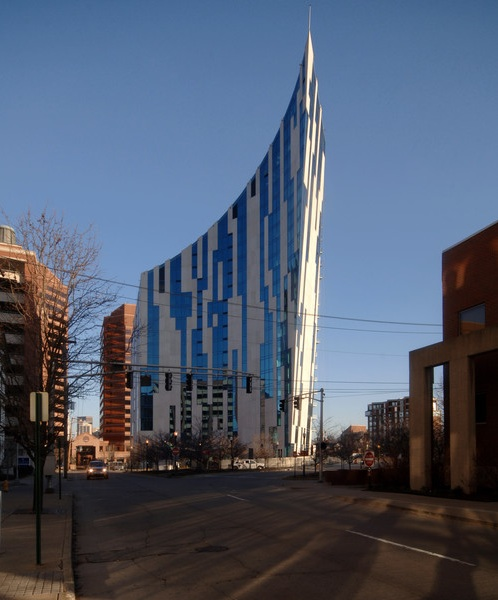
Ascent At Roebling Bridge (Daniel Libeskind)

## Demografía
Según el censo de 2020, en ese momento había 40 961 personas residiendo en la ciudad. La densidad de población era de 1201.20 hab./km². El 75.7% de los habitantes eran blancos, el 11.6% eran afroamericanos, el 0.5% eran amerindios, el 0.6% eran asiáticos, el 0.1% eran isleños del Pacífico, el 3.7% eran de otras razas y el 7.8% eran de una mezcla de razas. Del total de la población, el 7.0% eran hispanos o latinos de cualquier raza.